# Cervarese Santa Croce
Cervarese Santa Croce là một đô thị thuộc tỉnh Padova vùng Veneto, tọa lạc cách khoảng 50 km về phía tây của Venezia và cách khoảng 14 km về phía tây của Padova. Tại thời điểm ngày 31 tháng 12 năm 2004, đô thị này có dân số 5.029 người và diện tích 17,5 km².
Đô thị Cervarese Santa Croce bao gồm các frazioni (các đơn vị cấp dưới, chủ yếu là làng) Fossona and Montemerlo.
Cervarese Santa Croce giáp các đô thị: Montegalda, Montegaldella, Rovolon, Saccolongo, Teolo, Veggiano.